# Пранас Дайліде
Пранас Дайліде (лит. Pranas Dailidė; 29 вересня 1888, Сінтаутай, Сувальська губернія — 1 вересня 1965, Сірак'юс, США) — литовський громадський та політичний діяч, дипломат, публіцист, журналіст.

## Життєпис
Пранас Дайліде народився 29 вересня 1888 року в Сінтаутаї на Сувальщині, яка тоді контролювалася Російською імперією. У 1911 році Пранас закінчив фізико-математичний факультет Санкт-Петербурзького університету. Під час навчання був активним членом різних студентських організацій. Ще в студентські роки, з 1908-го, почав займатися журналістикою. У 1935 році закінчив юридичний факультет Університету Вітовта Великого в Каунасі.
В період Війни за незалежність Литви та у перші роки існування відновленої держави з 1918 по 1921 рік Пранас Дайліде був представником Литовської Таріби, а пізніше Литовської Республіки, у Кавказьких державах. Головним завданням литовського дипломата на Кавказі було забезпечення безпечного повернення до Литви військових литовської національності, які воювали на Кавказькому фронті Першої світової війни, та інших литовців. З 1921-го по 1939 рік Дайліде з перервами працював у Міністерстві закордонних справ Литви. У 1921 році він очолював Спеціальний відділ, який укладав договір з РРСФР. У брошурі «Позиція Церкви в державі» у 1925 році правляча партія ЛХДП запропонувала йому залишити службу, і з 1925 по 1926 рік Пранас працював у Банку Литви.
З 1925 року Пранас Дайліде — член партії ЛНСС, і з 1926-го по 1930 рік входив до центрального комітету цієї партії. У 1926 році заарештований, але незабаром звільнений. Як член Сейму Литовської Республіки у 1926-1927 роках підтримав відокремлення Церкви від держави. У 1926 році Дейліде працював у газеті «Lietuva», у 1927-1928 був редактором газети «Lietuvos žinios». З 1935 по 1939 рік — член Союзу литовських націоналістів. У 1934-1939 роках — директор литовського агенції новин Eltos. У 1939-1940 роках Пранас Дайліде — надзвичайний і повноважний посол Литви в Латвії. У 1940-1941 роках — практикуючий юрист.
У 1944 році Дайліде виїхав до Швеції, де в Стокгольмському університеті викладав слов'янські мови. У 1947 році він емігрував до США, де з 1951 року викладала російську мову у Сиракузькому університеті.
З 1947 року — член Товариства литовських емігрантів та голова Литовсько-американського фонду. Співпрацював з литовськими виданнями США «Sandara», «Margutis», «Draugas», «Darbininkas», «Vienybė». У 1947-1953 публікувалися його спогади в журналі «Margutis». Загалом його публіцистичний доробок становить понад 3000 статей у литовській пресі та понад 400 статей в литовськомовних виданнях США. Також Пранас Дайліде є автором підручника з математики та збірки «Литовські договори з іноземними державами».